# V12-motor
En V12-motor er en motor der har 12 cylindere anbragt i v-form. Motoren ses ofte i Ferrari og Lamborghini. Den er dog ikke så populær som V8-motoren.
I stempelmotorer til fly blev særlig tidligere anvendt V-12 motorer.
| Motor | Spire Denne artikel om motorer og motordele er en spire som bør udbygges. Du er velkommen til at hjælpe Wikipedia ved at udvide den. |